# Inostemma methusalem
Inostemma methusalem är en stekelart som beskrevs av Peter Neerup Buhl 2002. Inostemma methusalem ingår i släktet Inostemma och familjen gallmyggesteklar. Inga underarter finns listade i Catalogue of Life.